# 川鍋秋蔵
川鍋 秋蔵（かわなべ あきぞう、1899年8月29日 - 1983年9月30日）は、日本の実業家。グループ売上高では日本最大のハイヤー・タクシー会社である日本交通株式会社の創業者である。ハイタク事業以外でも、東京急行電鉄の創業者・五島慶太と盟友関係にあり、東急グループ傘下に入った自動車メーカーである日本内燃機・オオタ自動車工業や、英国車の輸入販売大手であった日英自動車の経営にも当たった。

## 来歴・人物
埼玉県北足立郡宮原村（後の大宮市、現・さいたま市北区）に9人兄姉の一人として生まれ、鉄道省立鉄道工業学校卒業後、鉄道省大宮工場（現・大宮総合車両センター）に勤めたが、独立を志して1919年に上京。梁瀬商会の見習い運転手となり、1921年には川崎造船所社長・松方幸次郎の運転手に転じ、将来の独立を目指す。

### 独立・開業
1928年4月、貯金をはたいて1928年型ビュイックのフェートン(幌型)の新車を4000円で購入して独立、京橋区木挽町(当時)の同業者「トンボ自動車」の車庫を間借りするいわゆる「同居営業」であった。昼間は川崎造船所の専属として、夜は待合や旅館を対象に営業した。客の荷物をホームまで運んだり、切符の手配などの雑用を引き受けるなど、営業努力を惜しまなかったことから業績は順調で、年末には同じビュイックのセダンも購入、運転手を雇って経営者の立場になった。
1929年6月には木挽町において「川鍋自動車商会」を設立した。1931年6月には、折からの昭和恐慌による業績不振を打破すべく、手持ちの大型車6台(ハドソン3台、ハップモビル2台、スチュードベーカー1台)を全て売却して小型のプリマス10台に買い替え、大型車の半額の料金で営業する奇策に打って出て成功した。1934年7月には箱根で6台による夏季営業開始、1936年4月には初めて制服・制帽を制定、業界内では異例の早さで複式簿記を導入し管理面を整備するなど新しい試みを果敢に実行し、川鍋自身が陣頭指揮で配車に心を配り得意客を定着させたこともあって、東京のハイヤー業界では一目置かれる存在に成長した。(当初はハイヤー専業、タクシー営業は1940年に開始)

### 企業合同による飛躍
1937年5月、同業者の中谷作次郎、岩崎正治と合弁で資本金10万円の「東宝自動車株式会社」を設立し、車両数100台を数える大手事業者となる。1938年4月には資本金45万円の「日東自動車株式会社」となり、貸ガレージや自動車修理業などを営業種目に加えた。折からの日中戦争による戦時経済統制が進行する中、不要不急と見なされたハイタク業界は企業合同に生き残りを賭ける以外の選択肢を失い、日東自動車には中小タクシー会社が続々と吸収合併されていった。
1945年には東京のタクシー業界は俗に「大・日本・帝・国」と呼ばれる4大会社に統合されることとなったが、日東が京成電鉄が設立した帝都自動車交通、山崎種二のちに小佐野賢治がバックについた国際自動車、業界大手の大和自動車交通とともに生き残ったのは、小山亮元代議士の紹介で、当時運輸通信大臣から東京急行電鉄の会長に返り咲いたばかりの五島慶太を紹介され、東急系の東京タクシー300台との連携に成功し東京横浜電鉄（現・東急電鉄）系の「東京タクシー株式会社」を傘下に収めることに成功したためで、東急の事実上の創業者・五島慶太との盟友関係がここに成立した。川鍋は「信仰的なまでの愛情」をもって五島慶太を敬愛していたとされるが、五島慶太による川鍋への後援も非常に大きく、後年には周囲から、小佐野賢治、大川博とともに「五島門下生」と並び称されるほどであった。

### 戦後の発展
1945年12月1日、日東を中心に経営統合していた11社は「日本自動車交通株式会社」を設立し、12月29日に「日本交通株式会社」して今日に至っている。しかし、当初は共同経営者の出資持分の大半を日交成立時までに東急が肩代わりしていたため、川鍋秋蔵は社長には就任したものの、会長に当初は東京タクシーの品川主計、後に東急副社長の立花栄吉と東急側の人間が据えられ、主導権を東急側が握った。そして、1947年末頃からは、川鍋側と東急側の対立による川鍋排斥運動が展開されたが、最終的には五島慶太が、「実際に同社を執り仕切っている川鍋が自らオーナーとなって経営した方が良い」と判断し、1951年に川鍋に持株の大半を譲渡し、日本交通は名実ともに川鍋の会社となった。
その後もタクシーの屋根に行灯を乗せたり、1952年の時点で発売直後の国産車プリンス・セダンを120台一括購入したり、無線タクシー、LPG車、冷房車の導入の先頭を切るなど、業界改革のイニシアティブを取り続ける一方、1960年4月にはそれまで三団体に分裂していた東京のタクシー業界を一本化し、東京乗用旅客自動車協会を発足させたほか、二つ存在していた全国組織も同年7月に統一させ全国乗用旅客自動車連合会も発足させ、当時社会問題になっていた「神風タクシー」に対して業界の体質改善運動を行い、業界のリーダーとなった。
1970年代初頭に問題となったタクシー不足による乗車拒否、乱暴運転の横行に対しても、業界の体質改善に取り組むと同時に「タクシー下駄・靴論議」を展開し、業界の不祥事続発の根源の一つは、本来は多少ぜいたくな乗り物であるタクシーが長年低い料金に抑えられていることによると主張し、マスコミを通じて一般利用者にも理解を求め、東京タクシー近代化センター（現：東京タクシーセンター）設立への流れを作った。

## ハイタク業以外での活躍
1947年、出身地である大宮市の市議会議員に当選。同年には宮原小学校へプールの寄贈を行っている。宮原駅の東口には川鍋の銅像が建っている。
1950年には日英自動車を設立し自動車輸入業に進出、1951年には日本遊覧自動車株式会社を傘下に収め、観光バス事業に進出するなど、実業家としてその守備範囲を広げていった。1954年には五島慶太の依頼により、破綻したオオタ自動車工業と日本内燃機の経営を引き受け、両社を合併して「日本自動車工業」を設立したが、自動車メーカーの経営は軌道に乗らず、東急グループの「東急くろがね工業」に改組された後は経営から手を引いた。
また、アジア石油（現・コスモ石油）において石油の精製・販売業を経営、日本電信電話公社経営委員会委員も務めた。
1960年運輸大臣賞、1961年藍綬褒章、1969年9月に勲二等瑞宝章、1980年5月に勲二等旭日重光章を受章している。没後は東急グループ所有の神社である東横神社に合祀された。

## 家族
神一行著『閨閥 改訂新版 特権階級の盛衰の系譜』 336-337頁によれば、
｢この川鍋家の係累をたどると、長女・静子は元東交物産社長の峯泳造、二女・明子は元小田急電鉄名誉会長安藤楢六の長男・信正、四女・園子は元衆議院議員早稲田柳右衛門の甥、早稲田元彦にそれぞれ嫁いでいる。」という。邦子は東京ガス相談役の安西邦夫に嫁いだ。
- 川鍋秋蔵
- （婚族）-
  - 川鍋静子
  - （婚族）峯泳造 - 東交物産社長
  - 川鍋明子
  - （婚族）安藤信正 - 小田急電鉄名誉会長安藤楢六と、東京市電気局長・鬼怒川水力電気役員の井上敬次郎の娘英子（または東京渡辺銀行頭取の渡辺治右衛門の娘若子）の長男
  - 川鍋邦子
  - （婚族）安西邦夫 - 東京ガス相談役。内閣総理大臣佐藤栄作の息子の義理の兄弟。
  - 川鍋園子
  - （婚族）早稲田元彦 - 衆議院議員（1946年 - 1976年）早稲田柳右衛門（勲一等旭日大綬章）の甥

孫に川鍋一朗。